# 密生薹草
密生薹草（学名：Carex crebra）是莎草科薹草属的植物，是中国的特有植物。分布于中国大陆的西藏东部和南部、云南西北部、四川西部和西南部、青海南部、甘肃等地，生长于海拔1,700米至3,900米的地区，多生于高山灌丛草甸阳处，目前尚未由人工引种栽培。